# Myrmarachne annandalei
Myrmarachne annandalei är en spindelart som beskrevs av Simon 1901. Myrmarachne annandalei ingår i släktet Myrmarachne och familjen hoppspindlar. Inga underarter finns listade i Catalogue of Life.